# Tino Weiss

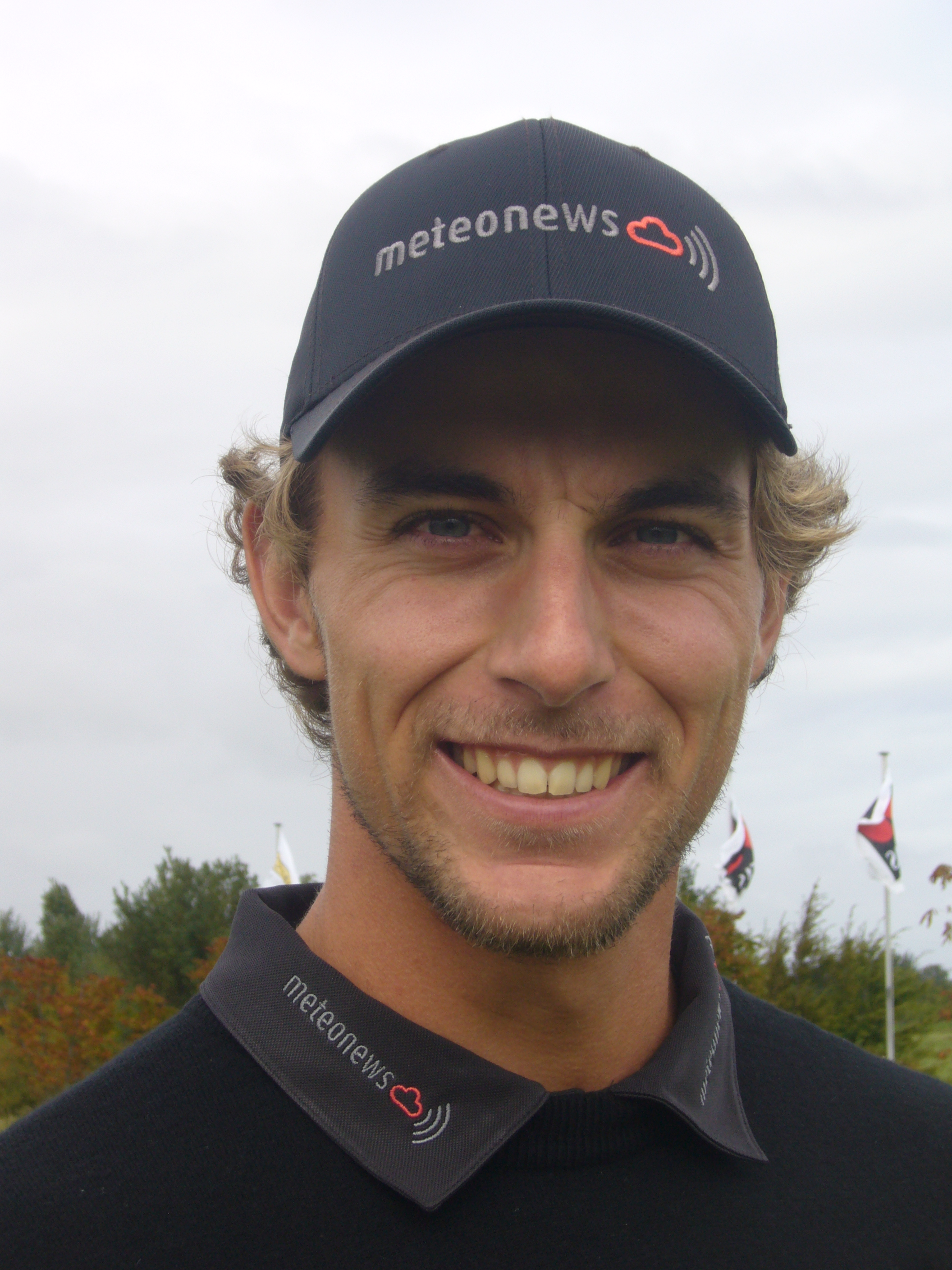
Tino Weiss op de Dutch Futures 2009

Tino Weiss (27 maart 1983) is een Zwitserse golfprofessional.
Weiss gaat eerst naar het sportgymnasium in Davos en wordt in 1995 lid van Golf Club Küssnacht am Rigi. In 2004-2005 naar de Universiteit van Tennessee, waar hij economie studeert en een graad in Sportmanagement haalt. Hij komt in het golfteam van de universiteit en heeft negen toernooien voor hen gespeeld.

## Amateur
In zijn amateurtijd komt Weiss in de nationale jeugd. In 1999 haalt hij zijn scratch handicap, en in 2000 staat hij aan de top van de Order of Merit van de jongens en op de 6de plaats bij de heren. Daarna is hij o.a. geworden:
- 2002: winnaar NK Matchplay, in play-off tegen Nicolas Sulzer, 3de bij het Omnium
- 2004: tweede op het NK junioren, speelt in het EK namens Zwitserland
- 2005: winnaar Coupe Murat (Frans Strokeplay kampioenschap)
- 2006: winnaar NK Matchplay, 2de bij het Omnium

## Professional
In 2007 is hij professional geworden. Zijn coach is Stefan Gort. Hij is verbonden aan Golf Club Küssnacht. In 2008 wint hij het PGA Kampioenschap op Breitenloo Golf Club, mede door een eerste ronde van 66, hetgeen het baanrecord van Nicolas Sulzer uit Genève evenaart.

#### Gewonnen
- 2008: PGA Kampioenschap